# Garajowa Zatoka

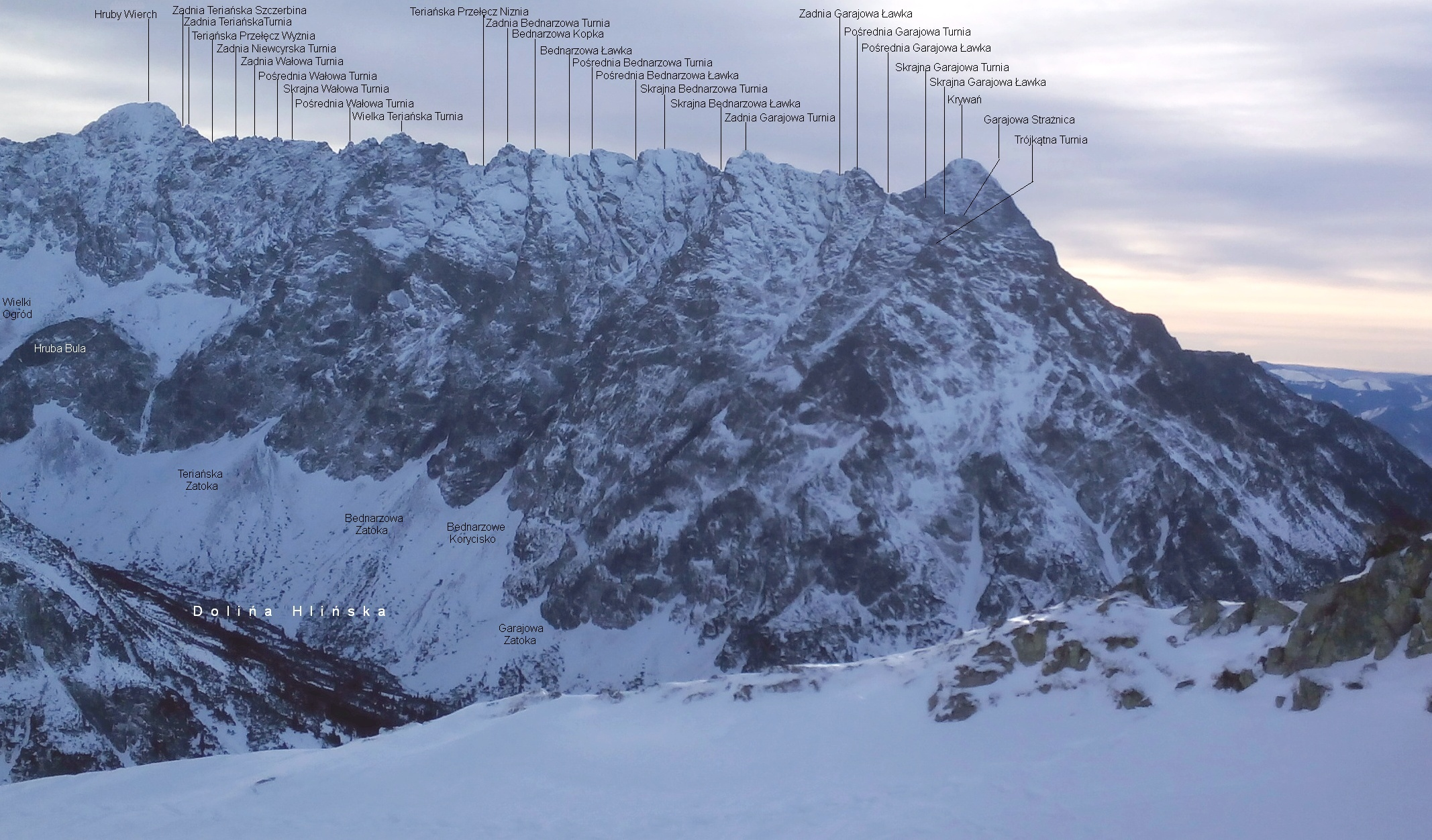
Widok od północy. Garajowa Zatoka wśród opisanych obiektów

Garajowa Zatoka – wypełniona piargiem zatoka wcinająca się w północno-wschodnie podnóża Grani Hrubego w słowackich Tatrach Wysokich (w Dolinie Hlińskiej). Zaopatrywana jest w piargi przez dwa żleby. Lewy (patrząc od dołu) opada z Pośredniej Garajowej Ławki i Zadniej Garajowej Ławki, prawy ze Skrajnej Garajowej Ławki. Żlebami tymi zsypują się piargi z północno-wschodnich stoków Grani Hrubego na odcinku od Zadniej Garajowej Turni po Garajową Strażnicę. Olbrzymia ilość tych piargów powoduje, że piarżysko Garajowej Zatoki dochodzi aż do Hlińskiego Potoku, a górą wnika na około 20 m w głąb  wylotu żlebu z Pośredniej Garajowej Ławki. Jest to piarżysko żywe, wciąż tworzące się. Świadczy o tym nieporośnięty roślinami i jaśniejszy pas piargów ciągnący się pod wylotami zlebów.
Nazwę tej formacji skalnej nadał Władysław Cywiński w 14 tomie przewodnika wspinaczkowego Tatry. Grań Hrubego. Nawiązał nią do nazwy pozostałych Garajowych obiektów,   pochodzących od nazwiska niejakiego Garaja, wspólnika Juraja Jánošíka. Garajowa Zatoka jest punktem startowym dla kilku dróg wspinaczkowych.
U północno-wschodnich podnóży Grani Hrubego jest w Dolinie Hlińskiej kilka wypełnionych piargami zatok i stożków piargowych. Największe z nich to: Teriańska Zatoka, Bednarzowa Zatoka, Bednarzowe Korycisko, Garajowa Zatoka i stożek piargowy u podnóży Hrubej Buli. Wszystkie one mają znaczenie orientacyjne; pomagają taternikom w rozpoznaniu miejsca startowego do dróg wspinaczkowych, zwłaszcza w sytuacji, gdy wierzchołki turni ukryte są w chmurach. 